# UCI America Tour 2023
Navigation
Édition précédente Édition suivante
L'UCI America Tour 2023 est la 19e édition de l'UCI America Tour, l'un des cinq circuits continentaux de cyclisme de l'Union cycliste internationale. Il se déroule du 22 octobre 2022 au 4 octobre 2023 en Amérique.

## Équipes
Les équipes qui peuvent participer aux différentes courses dépendent de la catégorie de l'épreuve. Par exemple, les UCI WorldTeams ne peuvent participer qu'aux courses .1 et leur nombre par épreuves est limité.
| Catégorie | Catégorie               | Équipes                                                                                 |
| --------- | ----------------------- | --------------------------------------------------------------------------------------- |
| .1        | 1.1 (Course d'un jour)  | * UCI WorldTeam (max 50 %) * UCI ProTeam * Équipe continentale * Sélection nationale    |
| .1        | 2.1 (Course par étapes) | * UCI WorldTeam (max 50 %) * UCI ProTeam * Équipe continentale * Sélection nationale    |
| .2        | 1.2 (Course d'un jour)  | * UCI ProTeam * Équipe continentale * Sélection nationale * Équipe régionale et de club |
| .2        | 2.2 (Course par étapes) | * UCI ProTeam * Équipe continentale * Sélection nationale * Équipe régionale et de club |

## Calendrier des épreuves

### Octobre 2022
| Date | Course                                        | Pays                   | Classe | Vainqueur         | Équipe          |
| ---- | --------------------------------------------- | ---------------------- | ------ | ----------------- | --------------- |
| 22   | Championnat de la Caraïbe du contre-la-montre | République dominicaine | 1.2    | Kaden Hopkins     | Bermudes        |
| 23   | Championnat de la Caraïbe sur route           | République dominicaine | 1.2    | Edwin Nubul       | Martinique      |
| 23-1 | Tour du Guatemala                             | Guatemala              | 2.2    | Mardoqueo Vásquez | Hino-One-La Red |

### Novembre 2022
| Date  | Course             | Pays     | Classe | Vainqueur         | Équipe                       |
| ----- | ------------------ | -------- | ------ | ----------------- | ---------------------------- |
| 12-19 | Tour de l'Équateur | Équateur | 2.2    | Robinson Chalapud | Team Banco Guayaquil-Ecuador |

### Décembre 2022
| Date  | Course             | Pays       | Classe | Vainqueur          | Équipe           |
| ----- | ------------------ | ---------- | ------ | ------------------ | ---------------- |
| 16-25 | Tour du Costa Rica | Costa Rica | 2.2    | Marco Tulio Suesca | Movistar-Best PC |

### Janvier
| Date  | Course                | Pays      | Classe | Vainqueur             | Équipe                      |
| ----- | --------------------- | --------- | ------ | --------------------- | --------------------------- |
| 5-8   | Giro del Sol San Juan | Argentine | 2.2    | Maximiliano Navarrete | Gremios por el Deporte-Yaco |
| 15-22 | Tour du Táchira       | Venezuela | 2.2    | José Alarcón          | Fundación Ángeles Hernández |

### Février
| Date | Course                       | Pays      | Classe | Vainqueur       | Équipe |
| ---- | ---------------------------- | --------- | ------ | --------------- | ------ |
| 1-5  | Vuelta del Porvenir San Luis | Argentine | 2.2    | Martín Vidaurre | Chili  |

### Mars
| Date | Course         | Pays      | Classe | Vainqueur     | Équipe       |
| ---- | -------------- | --------- | ------ | ------------- | ------------ |
| 29-2 | Vuelta Bantrab | Guatemala | 2.2    | Óscar Sevilla | Medellín-EPM |

### Avril
| Date  | Course           | Pays       | Classe | Vainqueur  | Équipe                             |
| ----- | ---------------- | ---------- | ------ | ---------- | ---------------------------------- |
| 26-30 | Tour of the Gila | États-Unis | 2.2    | Alex Hoehn | Above and Beyond Cancer-Bike World |

### Mai
| Date  | Course                           | Pays       | Classe | Vainqueur      | Équipe                           |
| ----- | -------------------------------- | ---------- | ------ | -------------- | -------------------------------- |
| 4-7   | Vuelta a Catamarca Internacional | Argentine  | 2.2    | Javier Jamaica | Medellín-EPM                     |
| 11-14 | Vuelta a Formosa Internacional   | Argentine  | 2.2    | Laureano Rosas | Gremios por el Deporte-Cutral Có |
| 18-21 | Joe Martin Stage Race            | États-Unis | 2.2    | Riley Sheehan  | Denver Disruptors                |

### Juin
| Date  | Course           | Pays     | Classe | Vainqueur         | Équipe                                  |
| ----- | ---------------- | -------- | ------ | ----------------- | --------------------------------------- |
| 14-18 | Tour de Beauce   | Canada   | 2.2    | Luke Valenti      | Ecoflo Chronos                          |
| 16-25 | Tour de Colombie | Colombie | 2.2    | Rodrigo Contreras | Colombia Potencia de la Vida-GW Shimano |

### Août
| Date | Course                  | Pays      | Classe | Vainqueur      | Équipe       |
| ---- | ----------------------- | --------- | ------ | -------------- | ------------ |
| 12   | Grand Prix du Guatemala | Guatemala | 1.2    | Róbigzon Oyola | Medellín-EPM |
| 13   | Grand Prix Chapin       | Guatemala | 1.2    | Javier Jamaica | Medellín-EPM |

### Septembre
| Date  | Course             | Pays     | Classe | Vainqueur         | Équipe               |
| ----- | ------------------ | -------- | ------ | ----------------- | -------------------- |
| 25-30 | Tour de l'Équateur | Équateur | 2.2    | Robinson Chalapud | Team Banco Guayaquil |

### Octobre
| Date | Course                                         | Pays   | Classe | Vainqueur             | Équipe                    |
| ---- | ---------------------------------------------- | ------ | ------ | --------------------- | ------------------------- |
| 3    | Grand Tour de Ciclismo de SC                   | Brésil | 1.2    | Leangel Linarez       | Venezuela                 |
| 4    | GP Urubici de Ciclismo                         | Brésil | 1.2    | Roderick Asconeguy    | Uruguay                   |
| 4    | GP Internacional de Ciclismo de Santa Catarina | Brésil | 1.2    | Juan Felipe Rodriguez | Pío Rico-Alcaldía La Vega |